# 阿克尼斯泰
阿克尼斯泰是拉脫維亞葉卡布皮爾斯市鎮内的城鎮，位於該國南部，毗鄰與立陶宛接壤的邊境，距離陶格夫匹爾斯69公里，面積3.43平方公里，2021年人口1,011。